# Knobs region

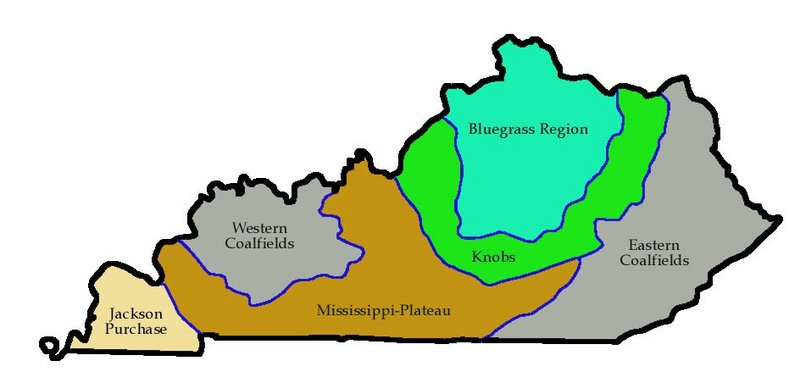
Les régions du Kentucky avec notamment la Knobs region.

La Knobs region est une région du Kentucky, aux États-Unis. En forme de fer à cheval, la région est composée de milliers de collines isolées. La région entoure la Bluegrass region. La limite occidentale de la région commence près de Louisville et se dirige vers le sud, avant de s'orienter vers le nord-est où elle longe un moment le Plateau des Appalaches. La région a une largeur maximale d'environ 50 km. 
Beaucoup de collines sont de forme conique et atteignent des altitudes de plusieurs centaines de mètres. 